# Diores lesserti
Diores lesserti är en spindelart som beskrevs av Lawrence 1952. Diores lesserti ingår i släktet Diores och familjen Zodariidae. Inga underarter finns listade i Catalogue of Life.